# Paolo Nespoli
Paolo Angelo Nespoli (* 6. April 1957 in Mailand, Italien) ist ein ehemaliger italienischer Raumfahrer.

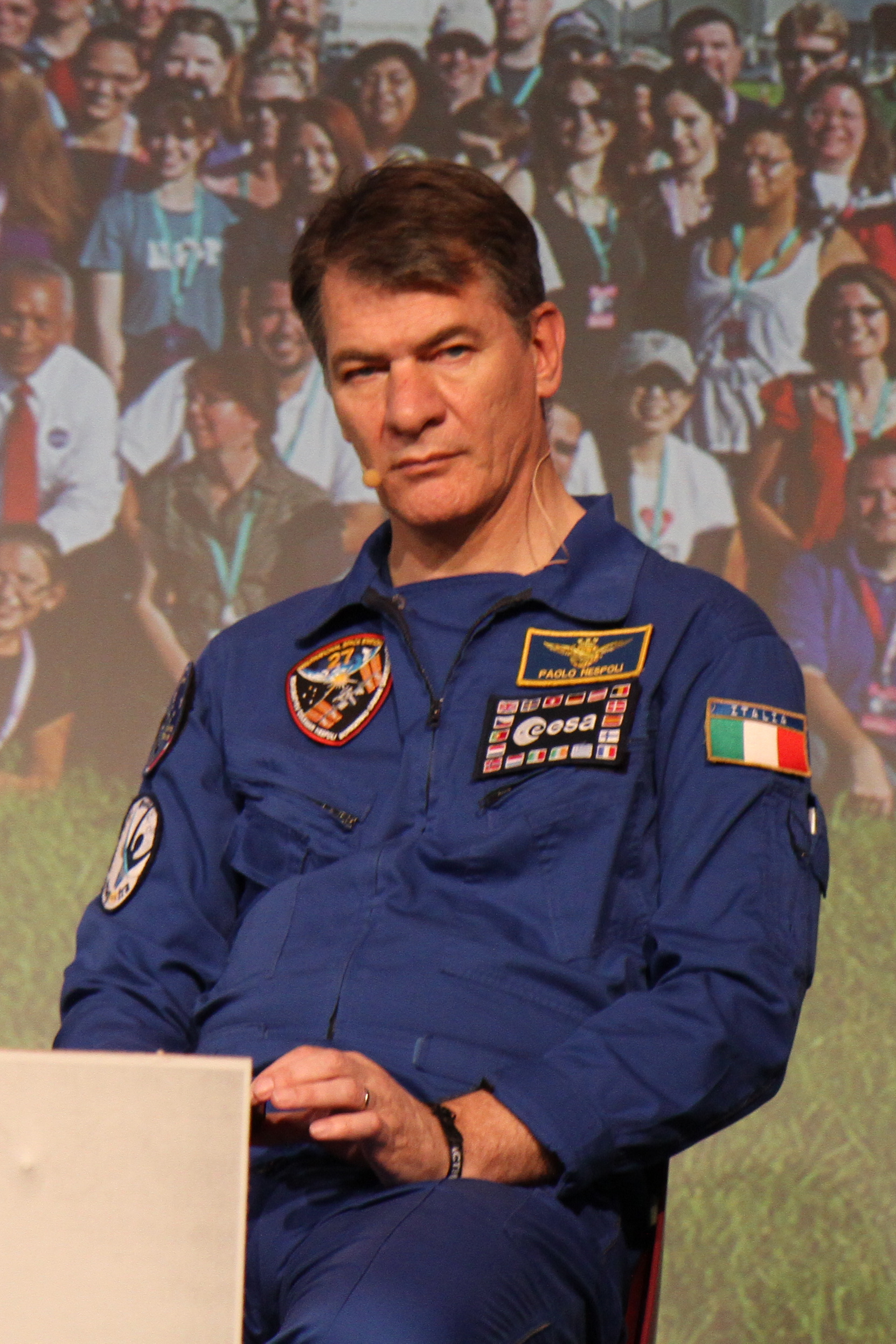
Paolo Nespoli auf der re:publica in Berlin (2012)

## Ausbildung
Nespoli studierte Luft- und Raumfahrttechnik an der Polytechnic University of New York. Hier erwarb er 1988 einen Bachelor-Titel und im Jahr darauf einen Master-Titel.
Nespoli ging 1977 zur italienischen Armee und war zunächst Ausbilder an der Fallschirmspringerschule (Scuola Militare di Paracadutismo) in Pisa. Danach wurde er in Livorno zwei Jahre lang in Sondereinsatzkommandos ausgebildet, bevor er von 1982 bis 1984 Mitglied der multinationalen Friedenstruppen im libanesischen Beirut war.
1987 verließ Nespoli die Armee und ging nach Abschluss eines Studiums als Designingenieur zur Firma Proel Tecnologie nach Florenz, wo er am Tethered Satellite System (TSS) der italienischen Weltraumbehörde arbeitete.
1991 wurde er beim Europäischen Astronautenzentrum der ESA in Köln Trainingsingenieur für die Astronauten. 1995 wurde er zum EUROMIR-Programm der ESA ins ESTEC nach Noordwijk versetzt, wo er die Nutzlast und die Computer für die russische Raumstation Mir vorbereitete. Im Jahr 1996 half er im Johnson Space Center in Houston bei der Ausbildung der Astronauten und der Bodenmannschaften für die Internationale Raumstation (ISS).

## Astronautentätigkeit

### Auswahl und Ausbildung
Im Juli 1998 wurde Nespoli als Astronaut von der italienischen Raumfahrtagentur ASI ausgewählt und einen Monat später trat er in das europäische Astronautenkorps ein. Anschließend absolvierte er im Johnson Space Center als Mitglied der 17. NASA-Gruppe sein Astronautentraining.

### STS-120
Im Juni 2006 wurde Nespoli der Space-Shuttle-Mission STS-120 zugeteilt, die das Harmony-Modul zur Internationalen Raumstation brachte. Außerdem wurde bei dieser Mission das P6-Solarmodul an eine andere Stelle auf der ISS verlegt. Der Raumflug begann am 23. Oktober 2007 und ging nach 15 Tagen zu Ende.

### ISS-Expedition 26/27
Während der Vorbereitung der ISS-Expeditionen 24 und 25 war Nespoli Ersatzmann.
Ab dem 15. Dezember 2010 verbrachte er im Rahmen der ISS-Expeditionen 26 und 27 sechs Monate im Weltall. Bei der ESA lief dieser Raumflug unter dem Projektnamen MagISStra. Die Landung mit dem Raumschiff Sojus TMA-20 erfolgte am 24. Mai 2011. Nach dem Abdocken von der ISS war es seine Aufgabe, die ISS erstmals mit gedocktem Space Shuttle zu fotografieren.

### ISS-Expedition 52/53
Von Juni 2015 an bereitete sich Nespoli auf einen weiteren ISS-Aufenthalt vor. Am 28. Juli 2017 startete Nespoli zusammen mit Sergei Rjasanski und Randolph Bresnik im Raumschiff Sojus MS-05 zur ISS. Dort arbeitete er als Bordingenieur der ISS-Expeditionen 52 und 53. Am 14. Dezember 2017 erfolgte der Rückflug zur Erde. Die Mission trägt die Bezeichnung Vita, dies ist das italienische Wort für Leben, steht aber auch für Vitality, Innovation, Technology and Ability. Während der Mission war er am 30. September 2017 die letzte Person, der die ISSpresso während des Aufenthalts auf der ISS benutzte.

## Zusammenfassung
| Nr | Mission                      | Funktion           | Flugzeitraum                     | Flugdauer      |
| -- | ---------------------------- | ------------------ | -------------------------------- | -------------- |
| 1  | STS-120                      | Missionsspezialist | 23. Oktober – 7. November 2007   | 15d 2h 23min   |
| 2  | Sojus TMA-20 (ISS-26 und 27) | Bordingenieur      | 15. Dezember 2010 – 24. Mai 2011 | 159d 7h 17min  |
| 3  | Sojus MS-05 (ISS-52 und 53)  | Bordingenieur      | 28. Juli – 14. Dezember 2017     | 138d 16h 56min |

## Privates
Paolo Nespoli ist Funkamateur mit dem Amateurfunkrufzeichen IZ0JPA.

## Eponyme
Der Asteroid (12405) Nespoli ist nach ihm benannt.